# ミノカサゴ
ミノカサゴ（蓑笠子、英名：Luna lionfish（ルナ・ライオンフィッシュ）、学名：Pterois lunulata）は、スズキ目フサカサゴ科の海水魚。
和名の蓑笠子は、ミノカサゴの鰭を蓑や菅笠になぞらえたもの。また、刺された際の痛みの強さからさまざまな地方名を持ち、広島県では「ナヌカバシリ（七日走り）」（「痛みが7日間続く」の意）、三重県では「マテシバシ」（「うっかり触らないようにしばらく待て」の意）、山口県では「キヨモリ」（「平清盛のように、派手な衣装の下に武器を隠している」の意）などと呼ばれる。

## 形態
体長は25cm〜30cmほど。背鰭を中心に毒を持つ。腹鰭の間にツルギがある。
日本近海にはよく似た近縁種としてハナミノカサゴがあるが、こちらは赤褐色で、下アゴの裏にも模様があり、尾鰭に黒い斑紋を持つ。また、側線部に白い鱗を点線状に有する。なお、ミノカサゴでも尾鰭に黒い斑紋を持つことがあるが薄いか少ない。

## 毒性
LD50＝1.1mg/kg（静脈注射）で死亡例もある。毒の種類は混合毒。刺されると、患部は赤く腫れ上がり、指曲げ不能、めまい、発熱、発汗、頭痛、吐気、手足麻痺、呼吸困難などを引き起こす。外敵だけでなく、ミノカサゴの仲間に対しても毒性を持つ。

## 生態
貝類や、甲殻類、小魚などの小動物を捕食する。
夜行性で、昼間は珊瑚や岩場の影に潜んでいる。
近縁種については、ミノカサゴ属およびミノカサゴ亜科の項を参照。

## 分布
太平洋の南西部とインド洋にかけて、日本では北海道の南部以南の沿岸部の岩礁に生息する。

## 人間との関係
優雅に泳ぐさまとは対照的に攻撃的な魚で、ダイビング時の水中撮影などでしつこく追い回すと激昂、人に向かってくることがある。刺された場合、激痛を伴って患部が腫脹、人によってはめまい・吐き気を起こすことも。
煮付けなど食用として加熱する料理に使われることもあるが、狙って釣れるような魚ではなく、数が揃いにくいため市場には出回らない。